# Petrissa
Petrissa ist ein weiblicher Vorname.

## Herkunft und Verbreitung
Der Name ist wahrscheinlich eine weibliche Variante von Petrus oder Peter.

## Verbreitung
Der Vorname ist seit dem Hochmittelalter überwiegend im süddeutschen Raum gebräuchlich. Bekannte Trägerinnen des Namens gehörten zum Beispiel zur hochadeligen Familie der Zähringer oder waren Äbtissinnen in bayrischen Klöstern (Frauenchiemsee, Kloster Niedermünster Regensburg, Kloster Gnadenthal). 

## Namensträgerinnen
- Petrissa von Zähringen († nach 1130), Tochter von Herzog Berthold II. von Zähringen und Ehefrau von Graf Friedrich I. von Pfirt
- Petrissa (Brandenburg) († nach 1150), Ehefrau des slawischen Königs Pribislaw/Heinrich
- Petrissa (Lorch) († nach 1165), Zensuale des Klosters Lorch
- Petrissa Solja (* 1994), deutsche Tischtennisspielerin